# Dendrophyllia laboreli
Dendrophyllia laboreli är en korallart som beskrevs av Zibrowius och Alberto Brito 1984. Dendrophyllia laboreli ingår i släktet Dendrophyllia och familjen Dendrophylliidae. Inga underarter finns listade i Catalogue of Life.